# Vespertilio sinensis
Vespertilio sinensis es una especie de murciélago de la familia Vespertilionidae.

## Distribución geográfica
Se encuentra en Rusia Mongolia, Corea, Japón, China y Taiwán.